# Tangkisan (Bayan)
Tangkisan is een bestuurslaag in het regentschap Purworejo van de provincie Midden-Java, Indonesië. Tangkisan telt 864 inwoners (volkstelling 2010).